# Peter Fox (chanteur)
Pour les articles homonymes, voir Peter Fox et Fox.
Peter Fox (3 septembre 1971), de son vrai nom Pierre Baigorry, est un musicien allemand originaire de Berlin. Il est le chanteur du groupe allemand Seeed. En 2008, il commence une carrière solo, tout en restant dans le groupe.

## Biographie
Peter Fox naît en 1971 d’une mère basque. Dans sa jeunesse, il apprend à jouer de la flûte à bec et du piano.  Il étudie dans le lycée français de Berlin et joue dans le petit groupe Schönower Posaunenchor. Il réussit son Abitur (l'équivalent du bac en Allemagne) dans une autre école. Les années suivantes, il commence un apprentissage afin de devenir réparateur de pianos, qu’il abandonne finalement. Il commence ensuite des études de musique,  d’éducateur spécialisé et d’anglais.
En 2001, une paralysie du visage frappe Peter Fox. Le diagnostic est fait trop tard et l’opération tarde. Peter en garde des séquelles (une légère paralysie de la moitié droite du visage).
Il fait aussi des apparitions sur scène avec d’autres artistes, comme pour les chansons Marry Me de Miss Platnum, Rodeo de Sido et Sekundenschlaf de Marteria.
Le 13 février 2009, Peter Fox défend la région (le Land) de Berlin à l’occasion du festival Bundesvision Song Contest 2009 avec son 3e titre solo Schwarz zu blau et remporte le premier prix. Le 21 février 2009, il reçoit les premiers prix musicaux ECHO de la critique (meilleures critiques) et du meilleur producteur dans la catégorie hip-hop. Les semaines suivant ces récompenses, son album Stadtaffe est grimpé à la première place du hit-parade allemand.
En septembre 2010, son titre Alles neu est utilisé dans sa version instrumentale dans le cadre d'un spot télévisuel de Nike intitulé "I am the rules".

## Discographie

### Album et singles avecSeeed
Voir Seeed

### Album solo
| Année | Titre de l'album                         | Hit-Parade | Hit-Parade | Hit-Parade | Remarques                                                                     |
| Année | Titre de l'album                         | Allemagne  | Autriche   | Suisse     | Remarques                                                                     |
| ----- | ---------------------------------------- | ---------- | ---------- | ---------- | ----------------------------------------------------------------------------- |
| 2008  | Stadtaffe                                | 1          | 1          | 4          | 3x Disque d'or / 1x disque de platine en Allemagne 1x disque d'or en Autriche |
| 2009  | Peter Fox & Cold Steel - Live aus Berlin | 2          | 1          | 48         |                                                                               |

### Singles
| Année | Titre du single Album     | Hit-Parade | Hit-Parade | Hit-Parade | Remarque                    |
| Année | Titre du single Album     | Allemagne  | Autriche   | Suisse     | Remarque                    |
| ----- | ------------------------- | ---------- | ---------- | ---------- | --------------------------- |
| 2007  | Come Marry Me Chefa       | 90         | –          | –          | Miss Platnum feat. Pete Fox |
| 2008  | Alles Neu Stadtaffe       | 4          | 11         | 49         |                             |
| 2008  | Haus am See Stadtaffe     | 8          | 7          | 16         |                             |
| 2009  | Schwarz zu Blau Stadtaffe | 3          | 17         | 36         |                             |